# 저장 단백질
저장 단백질(Storage protein)은 유기체에 의해 사용되는 금속 이온과 아미노산의 생물학적 저장소 역할을 한다. 이들은 식물 씨, 흰자, 그리고 젖에서 발견된다.
페리틴은 철을 저장하는 저장 단백질의 한 예이다. 철은 수송 단백질인 헤모글로빈과 사이토크롬에 포함된 헴의 구성 요소이다.
일부 저장 단백질은 아미노산을 저장한다. 저장 단백질의 아미노산은 동물이나 식물의 배아 발달에 사용된다. 동물에서 두 가지 아미노산 저장 단백질은 카세인과 오브알부민이다.
씨앗, 특히 콩과 식물의 씨앗은 높은 농도의 저장 단백질을 함유한다. 씨앗 건조 중량의 최대 25%가 저장 단백질로 구성될 수 있다. 밀에서 가장 잘 알려진 저장 단백질은 프롤라민 글리아딘으로, 글루텐의 구성 요소이다.